# Chapelle du Bon-Pasteur de Clermont-Ferrand
Pour les articles homonymes, voir Bon-Pasteur.
 (août 2025).
Si vous disposez d'ouvrages ou d'articles de référence ou si vous connaissez des sites web de qualité traitant du thème abordé ici, merci de compléter l'article en donnant les références utiles à sa vérifiabilité et en les liant à la section « Notes et références ».
La chapelle du Bon-Pasteur est une chapelle catholique de Clermont-Ferrand, située au cœur du vieux Clermont. Elle est dédiée au  Bon Pasteur et desservait l'ancien couvent des Ursulines.

## Histoire et description
La chapelle du Bon-Pasteur, bâtie au XVIIe siècle, est notable pour son plafond, daté de 1657 : composé de six cents caissons en bois suspendus et recouverts de fleurs et de paysages, peints par les religieuses d'alors. Elle fait partie d'un ensemble, le couvent des Ursulines, qui est un exemple accompli de l'architecture conventuelle du XVIIIe siècle. C'est ici qu'Édouard Onslow, père du compositeur George Onslow, a rencontré sa future épouse, Marie Bourdeilles de Brantôme, en 1782.
D'une capacité de 250 places, cette chapelle, à l'acoustique chaleureuse, mais précise, accueille régulièrement concerts et conférences.